# Akademin för det hebreiska språket

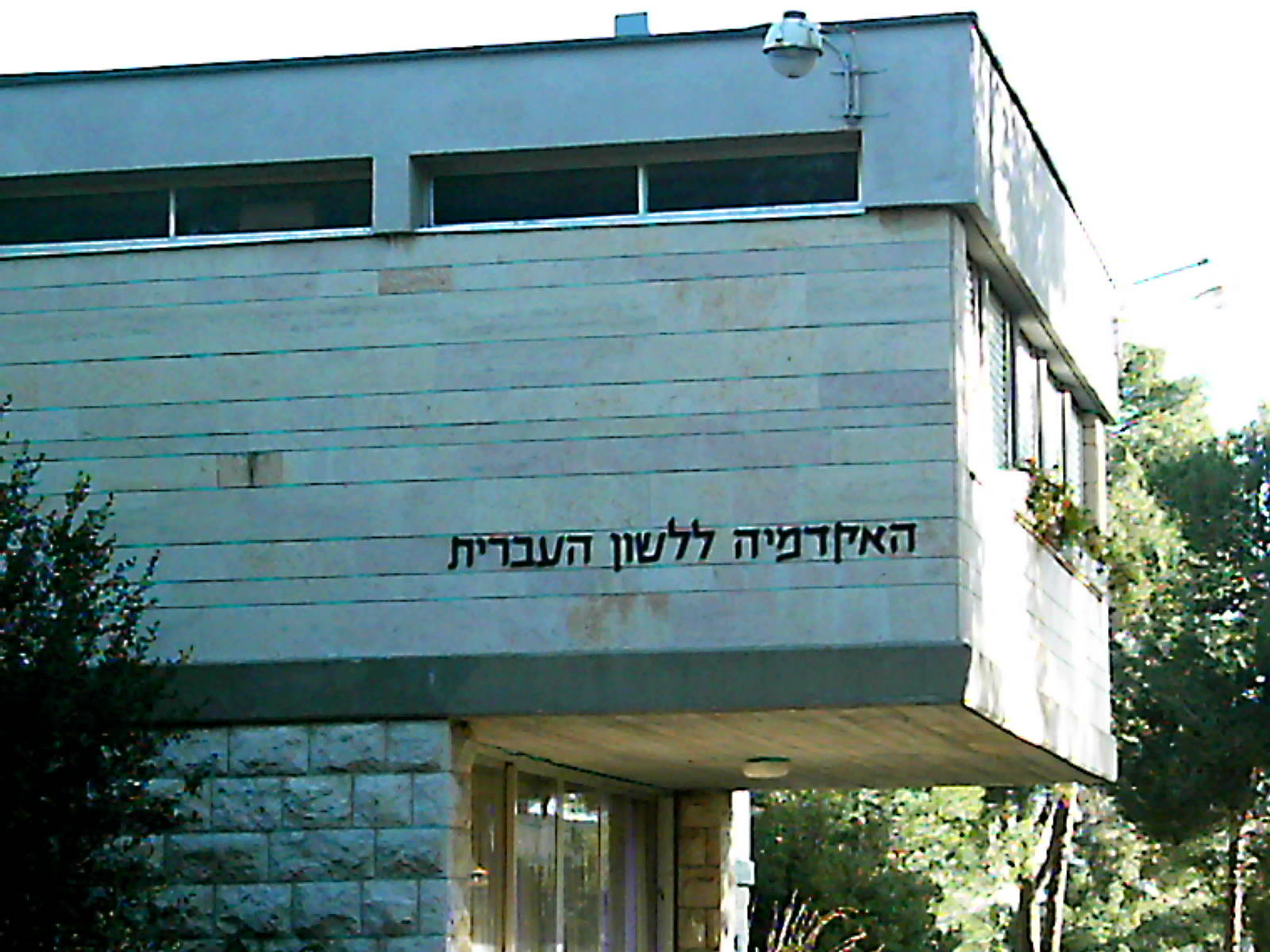
Akademin för det hebreiska språket i Givat Ram, Jerusalem.

Akademin för det hebreiska språket (hebreiska: הָאָקָדֶמְיָה לַלָּשׁוֹן הָעִבְרִית, ha-akademya la-lashon ha-ivrit) grundades 1953 av den israeliska regeringen som "den högsta institutionen för forskning om hebreiskan".